# Сухой Лог (Кишертский район)
Сухо́й Лог — деревня, входит в Кишертский район Пермского края, в состав Посадского сельского поселения.

## Население
| 2000 | 2004 | 2008 | 2010 | 2011 | 2012 | 2013 |
| ---- | ---- | ---- | ---- | ---- | ---- | ---- |
| 182  | ↘173 | ↗186 | ↘140 | →140 | ↗185 | ↘179 |
| 2015 |      |      |      |      |      |      |
| ↗182 |      |      |      |      |      |      |

## Инфраструктура
В деревне есть сельский клуб и частный магазин.